# Peramato
Peramato es una entidad de población española del municipio de Pelarrodríguez, perteneciente a la provincia de Salamanca, en la comunidad autónoma de Castilla y León.

## Historia
Hacia mediados del siglo XIX, el lugar, por entonces referido como una aldea ya agregada a Pelarrodríguez, tenía contabilizada una población de veintitrés habitantes. Aparece descrito en el duodécimo volumen del Diccionario geográfico-estadístico-histórico de España y sus posesiones de Ultramar de Pascual Madoz con las siguientes palabras:

PERAMATO: ald. agregada al ayunt. de Pelarrodriguez en la prov. y dióc. de Salamanca, part. jud. de Ledesma. Se compone de 6 casas sin nada en ellas de notable. Su terreno y producciones son idénticas á las de su ayunt. (V.). pobl.: 6 vec., 23 almas.
(Madoz, 1849, p. 805)

En 2022, tenía empadronados seis habitantes.